# David’s Album
David's Album — студийный альбом американской фолк-певицы Джоан Баэз, записанный в Нэшвилле и изданный в 1969 году. Альбом достиг 36-го места в Billboard 200.

## Об альбоме
David's Album является подарком Джоан Баэз своему мужу, Дэвиду Харрису, попавшему в тюрьму за уклонение от военной службы. Он записывался во время тех же музыкальных сессий, что и альбом дилановских песен Any Day Now.
Эскиз обложки является рисунком Дэвида Харриса.
Переиздание 2005 года включает в себя два ранее неизданных трека «How Can I Miss You», — дуэт Джоан Баэз со своей сестрой Мими Фарина и кавер-версию песни Тома Пакстона «The Last Thing on My Mind».

## Список композиций
| №                   | Название                                    | Автор(ы)                     | Длительность |
| ------------------- | ------------------------------------------- | ---------------------------- | ------------ |
| 1.                  | «If I Knew»                                 | Nina Dusheck, Pauline Marden | 2:46         |
| 2.                  | «Rock Salt And Nails»                       | Bruce Utah Phillips          | 3:53         |
| 3.                  | «Glad Bluebird Of Happiness»                | Darryl Skrabak               | 2:58         |
| 4.                  | «Green, Green Grass Of Home»                | Curly Putman                 | 3:14         |
| 5.                  | «Will The Circle Be Unbroken»               | народная                     | 4:20         |
| 6.                  | «The Tramp On The Street»                   | Grady Cole, Hazel Cole       | 3:33         |
| 7.                  | «Poor Wayfaring Stranger»                   | народная                     | 4:43         |
| 8.                  | «Just A Closer Walk With Thee»              | народная                     | 4:10         |
| 9.                  | «Hickory Wind»                              | Грэм Парсонс, Bob Buchanan   | 3:45         |
| 10.                 | «My Home's Across The Blue Ridge Mountains» | A.P. Carter, Tom Ashley      | 4:20         |
| Общая длительность: | Общая длительность:                         | Общая длительность:          | 37:42        |

| №                   | Название                    | Автор(ы)            | Длительность |
| ------------------- | --------------------------- | ------------------- | ------------ |
| 11.                 | «How Can I Miss You»        | Daniel Hicks        | 2:42         |
| 12.                 | «The Last Thing On My Mind» | Том Пакстон         | 4:23         |
| Общая длительность: | Общая длительность:         | Общая длительность: | 44:47        |

## Участники записи
- Вокал, гитара — Джоан Баэз
- Вокал — The Jordanaires (5), Мими Фарина (12)
- Контрабас — Junior Huskey
- Барабаны — Ken Buttrey
- Бас-гитара — Norbert Putnam
- Электрогитара, Добро, Мандолина — Grady Martin (2, 5, 7)
- Скрипка — Johnny Gimble, Buddy Spicher, Tommy Jackson
- Гитара — Harold Bradley (1, 2), Jerry Kennedy (3, 6, 8), Jerry Reed (4, 9, 10)
- Мандолина — Fred Carter (5)
- Фортепиано — Bill Purcell (5), Hargus Robbins
- Добро — Hal Rugg (2, 5)
- Steel Guitar — Pete Drake